# Хейсканен, Миро
Ми́ро Хе́йсканен (фин. Miro Heiskanen; род. 18 июля 1999, Эспоо, Южная Финляндия) — финский хоккеист, защитник клуба НХЛ «Даллас Старз». Чемпион мира 2022 года в составе сборной Финляндии.

## Игровая карьера
Хоккейную карьеру начал в детско-юношеской хоккейной школе клуба «Эспоо Блюз», откуда в 2013 году перешёл в хельсинкский ХИФК. За два сезона Миро сумел пробиться в молодёжный состав клуба, и по итогам сезона 2015/16 был награждён призом лучшему игроку финского молодёжного первенства. В мае 2016 года Хейсканен подписал свой первый профессиональный контракт. 9 сентября 2016 года Миро дебютировал на профессиональном уровне в матче хоккейной Лиги чемпионов против датского клуба «Эсбьерг Энерджи». 16 сентября Хейсканен провёл первую встречу и в чемпионате Финляндии против «Лукко». В своём первом сезоне на профессиональном уровне Миро сумел набрать 10 очков в 37 матчах.
На международном уровне Хейсканен неоднократно привлекался в юниорскую и молодёжную сборную Финляндии.
8 июля 2017 года Хейсканен подписал контракт новичка с «Даллас Старз» на 3 года.
4 октября 2018 года Миро дебютировал в НХЛ в матче против команды «Аризона Койотис», где «Старз» одержали «сухую» победу со счётом 3:0. 25 октября 2018 года Хейсканен забил свой первый гол в карьере НХЛ в ворота Джона Гибсона из «Анахайм Дакс». В первом же своём сезоне в НХЛ зарекомендовал себя, как одного из лучших защитников лиги и был вызван на матч всех звёзд. По итогам сезона 2018/19 Миро попал в символическую сборную новичков чемпионата.
17 июля 2021 года подписал новый контракт с «Даллас Старз» на 8 лет с зарплатой в $ 8,45 млн за сезон.
В сезоне 2022/23 набрал 73 очка (11+62) в 79 матчах при показателе полезности +12. Миро вошёл в топ-10 самых результативных защитников сезона. По передачам занял третье место среди защитников (после Эрика Карлссона и Куинна Хьюза) и 13-е среди всех игроков. В предыдущих 4 сезонах НХЛ финну не удавалось набрать более 36 очков. 19 апреля 2023 года набрал 4 очка (0+4) в матче плей-офф против «Миннесоты» (7:3).
5 марта 2024 года набрал 4 очка (0+4) в игре против «Сан-Хосе» (7:6). Всего в сезоне 2023/24 набрал 54 очка (9+45) в 71 матче. По ходу сезона преодолел отметки в 50 шайб и 200 передач за карьеру в НХЛ.

## Статистика
| Легенда | Легенда                    | Легенда | Легенда                   | Легенда | Легенда    |
| ------- | -------------------------- | ------- | ------------------------- | ------- | ---------- |
| И       | Количество проведённых игр | Штр     | Штрафное время            | +/−     | Плюс-минус |
| Г       | Голы                       | П       | Голевые передачи          | О       | Очки       |
| -       | Статистика неизвестна      | —       | Статистика не учитывалась |         |            |